# Адміралтейський собор
Адміралтейський собор (до 1798 — Церква Святого Мученика Григорія Великої Вірменії)  — православний храм на території міста Миколаєва в XVIII—XX сторіччях.

## Історія

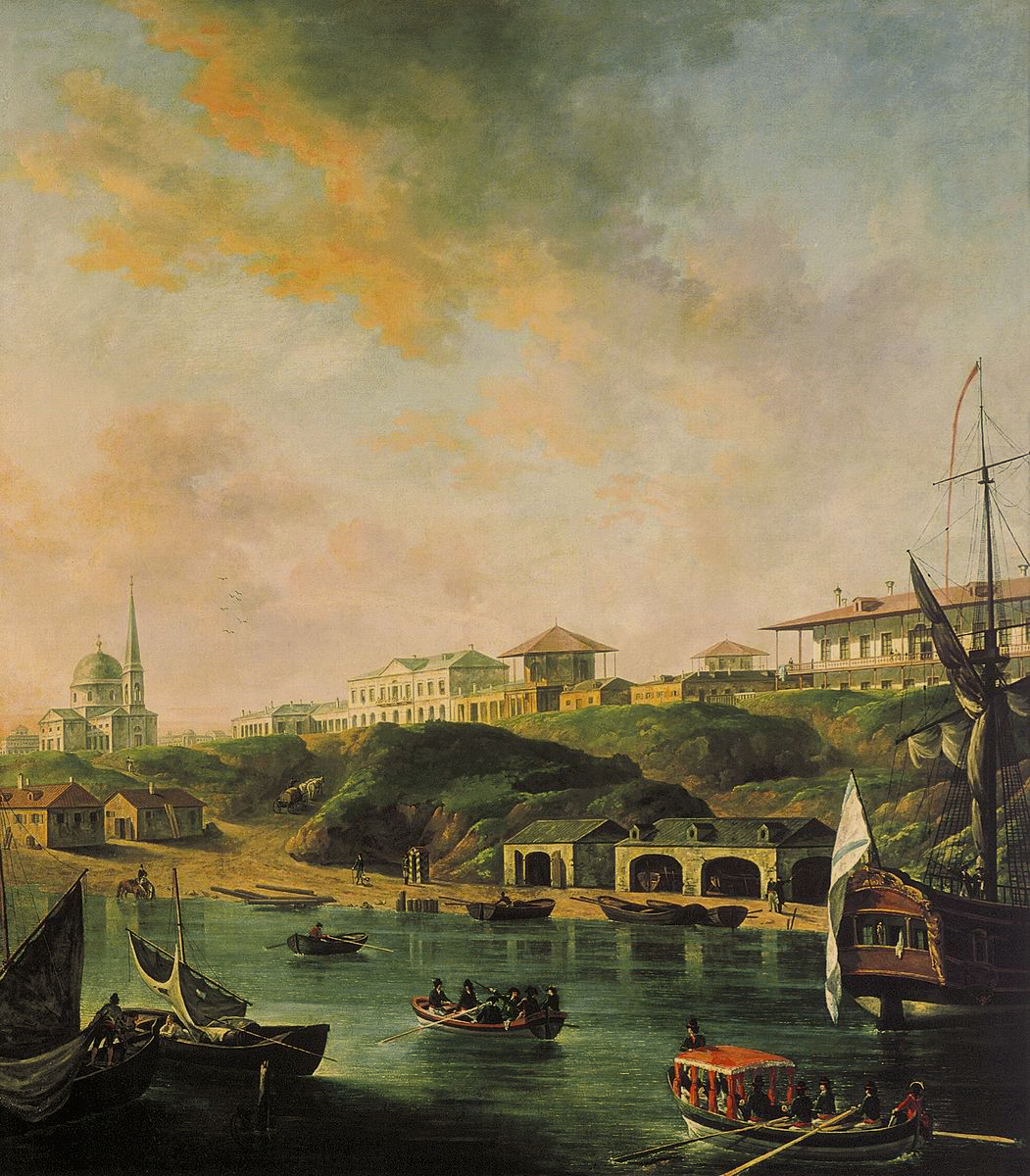
Ф. Алєксєєв. Вид міста Миколаєва. 1856 рік. Собор зліва

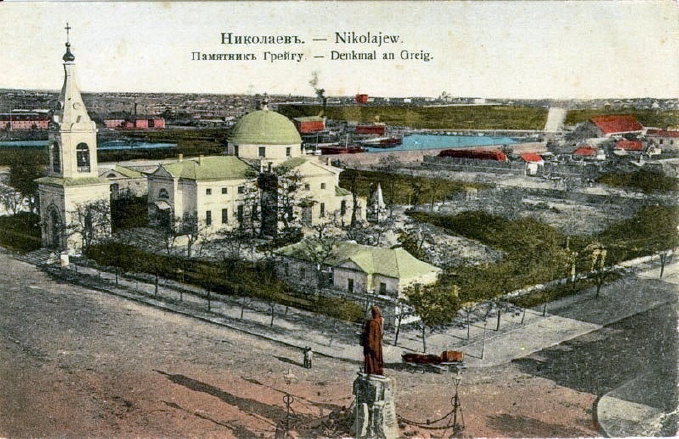
Адміралтейський собор у Миколаєві на поштовій картці початку XX століття

За велінням засновника Миколаєва генерал-фельдмаршала, світлішого князя Таврійського Г. О. Потьомкіна в 1789 році на високому лівому березі річки Інгул було закладено кам'яну церкву. Наступного року розпочато її будівництво коштом міської казни. В 1794 році церква була побудована і 30 жовтня відбулось її освячення в ім'я Святого Мученика Григорія Великої Вірменії (його ім'я носив князь Григорій Потьомкін).
Після смерті імператриці Катерини II, 7 січня 1798 року, згідно з Указом імператора Павла І церкву було перейменовано в Адміралтейський собор.
Будівництво собору здійснювалось за проєктом архітектора Івана Старова, за зразком Адріанопольського храму, але в зменшеному вигляді. Виконавцем робіт був кам'яних справ майстер Антон Вектон. Спостерігали за будівництвом архітектор Вікентій Ванрезант і інженер Іван Князєв. Для розпису іконостасу Г. О. Потьомкіним були запрошені художники з Італії.
Побудований храм з тесаного черепашнику. Довжина його зі сходу на захід становила 42,6 метра, ширина — 17 метрів. Купол було вкрито оцинкованим залізом і пофарбовано в сірий колір. На куполі і над вівтарем встановлено два мідних позолочених хрести.
В 1830 році на північ від собору було збудовано тимчасову дерев'яну дзвіницю. В 1844 році генерал-губернатор адмірал М. П. Лазарєв звернувся за дозволом на будівництво нової дзвіниці. Настоятель храму протоієрей Волошанський і церковний староста Іванов дали згоду на проєкт і місце будівництва. В 1865 році нову кам'яну дзвіницю було збудовано за проєктом архітектора Людвіга Опацького. Вона була вище від попередньої на 3 сажні і 1 аршин, а всього висота з дахом склала 7 сажнів і 1 аршин. Збудована дзвіниця була з західного боку собору навпроти входу в храм.
У 1866—1867 роках була проведена генеральна реконструкція собору.
У 1922 році храм було передано Українській громаді. Аж до 1929 року в ньому діяв Український кафедральний собор.
Оскільки собор знаходився поруч з будівлею міської управи, де розмістились окружком та міськвиконком, нова влада почала клопотати про закриття собору. Була створена урядова архітектурно-будівельна комісія. У жовтні 1928 року комісія обстежила собор і встановила, що він знаходиться в хорошому стані й є пам'ятником «рідкісної будівельної техніки кінця XVIII сторіччя».
Постановою ВУЦВК від 10 червня 1929 року будівля Адміралтейського собору була передана Республіканській інспекції з охорони пам'яток культури для використання як музей. Рішенням Миколаївського міськвиконкому Адміралтейський собор було передано Миколаївському історико-археологічному музею. Попри прохання керівництва музею залишити їм як експонати для музейної експозиції церковне майно, музею дісталось лише розграбоване приміщення. До колишнього собору було перенесено військово-морський відділ і куточок культури.
4 січня 1930 року керівництвом історико-археологічного музею було здано в металобрухт мідь з Адміралтейського собору вагою 334 кг і 300 кг чистої міді відправлено в Москву для зняття позолоти (вочевидь це були купольні хрести).
Проте міськвиконком продовжував наполягати на руйнуванні тепер вже дзвіниці, оскільки своїм дзвоном вона заважає роботі державних установ. 17 лютого 1930 року бюро Українського комітету охорони пам'яток культури дало дозвіл на розбирання. Дзвіницю розібрали, дзвони здали в Рудметалторг.
Собор був висаджений в повітря динамітом 1937 року.

## Дзвони
Перший великий дзвін було відлито вагою 332 пуда 5 фунтів і на ньому був надпис:

«1791 р. в друге літо від початку міста Миколаєва відлитий за велінням князя Потьомкіна в місті Херсоні у секунд-майора Стругальщикова, відлив майстер Крюков».

У 1864 році за наказом адмірала Б. О. Глазенапа великий дзвін, що на той час тріснув, було перелито в Миколаївському порту. На ньому був надпис:

«м. Миколаїв 1865 р. відлив майстер Ісаков».

Вага його становила 356 пудів 21 фунт (5700 кг).
Окрім великого, дзвіниця собору мала ще 6 дзвонів:
- Поминальний — 178 пудів 14 фунтів;
- Суботній — 108 пудів 38 фунтів;
- Повсякденний — 60 пудів 30 фунтів;
- Малий — 12 пудів 38 фунтів;
- Малий — 6 пудів 32 фунта;
- Малий — 2 пуди 35 фунтів.

В 1930 році всі дзвони з Адміралтейського собору були зняті й здані в металобрухт.

## Соборні реліквії

Церква Святого Миколая, споруджена на місці собору

Після смерті князя Г. О. Потьомкіна 5 жовтня 1791 року, за його заповітом з домової церкви в Яссах було передано до собору:
- Восьмикінцевий золотий хрест з мощами 13 святих, оздоблений перлами і дорогоцінними каменями. Зроблений хрест був в правління царя Михайла Федоровича (1628 р.).
- Восьмикінцевий срібний хрест часів царя Федора Олексійовича (1679 р.).
- Євангеліє, інкрустоване золотом, по кутам — срібні зірки, дорогоцінне каміння.
- Книга діянь апостолів

З 1855 року в соборі зберігались:
- 23 турецьких прапори і знаки, захоплені російським корпусом генерала Муравйова під Карсом 17 вересня 1855 року;
- 13 Георгіївських прапорів колишніх Чорноморських флотських екіпажів;
- 13 знамен колишніх ластових екіпажів, що брали участь в Кримській війні.

В 1877 році команда канонерського човна «Великий князь Миколай» під командуванням старшого лейтенанта О. В. Дубасова на згадку про війну з турками подарувала Адміралтейському соборові ікону Святого Миколая Чудотворця.
В 1908 році монахи Афонської гори прислали в дарунок Адміралтейському соборові ікону Святого Великомученика Георгія Побідоносця.
Крім того в соборі зберігались: три Євангелія в срібно-позолоченій оправі (два — 1766 року і один — 1784 року), срібно-позолочений потир 1763 року і багато інших пам'яток історії і культури.
Поза церквою, біля вівтаря, знаходився надгробний обеліск на могилі М. Л. Фалєєва, будівельника міста Миколаєва і Чорноморського флоту, що помер в 1791 році.

## Сповідні розписи
1797 рік. ДАМО фонд 168, опис 1, справа 242.
1800 рік. ДАМО фонд 168, опис 1, справа 244.
1806 рік. ДАМО фонд 168, опис 1, справа 251.
1810 рік. ДАМО фонд 168, опис 1, справа 255.
1813 рік. ДАМО фонд 168, опис 1, справа 256.
1814 рік. ДАМО фонд 168, опис 1, справа 257.
1808-1814 роки. ДАМО фонд 168, опис 1, справа 258. Передшлюбні опитування.
1815-1816 роки. ДАМО фонд 168, опис 1, справа 259.
1819 рік. ДАМО фонд 168, опис 1, справа 260.